# Euphorbia spinea
Euphorbia spinea är en törelväxtart som beskrevs av Nicholas Edward Brown. Euphorbia spinea ingår i släktet törlar, och familjen törelväxter. Inga underarter finns listade i Catalogue of Life.

## Bildgalleri

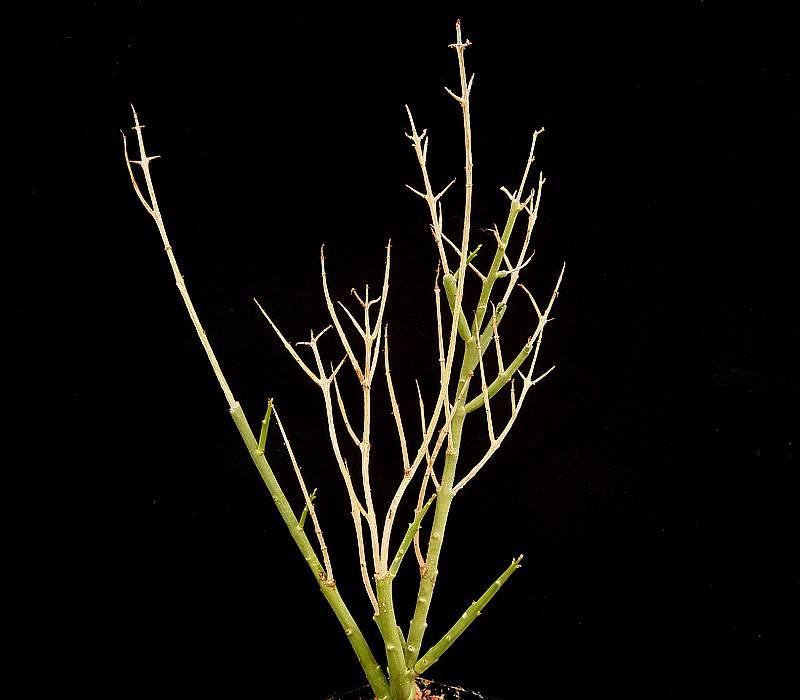